# Clan Destino
I Clan Destino, a volte accreditati come ClanDestino, sono un gruppo rock italiano.

## Storia del gruppo

### Gli anni con Ligabue
La storia del gruppo si ricollega a quella di Luciano Ligabue: nel 1989 l'allora semisconosciuto Ligabue è alla ricerca di una band per incidere il suo primo album. Assistendo a un concerto del gruppo dei Pekino fa conoscenza con due componenti di questa band, il chitarrista Max Cottafavi e il batterista Gigi Cavalli Cocchi, e li convince a unirsi a lui. I due gli indicano come bassista un loro amico, Luciano Ghezzi, che accetta la proposta, ed i tre entrano in studio col Liga per registrare il primo album del rocker di Correggio, Ligabue, che uscirà nel 1990. Il successo che ne scaturì portò Ligabue e i suoi musicisti, a cui si era aggiunto Giovanni Marani alle tastiere, a girare per l'Italia in quello che sarà il NeverEnding tour, una lunga tournée di oltre 250 concerti che si protrarrà negli anni a venire. Nelle pause del tour Ligabue e la sua band rientrano in studio per incidere Lambrusco coltelli rose & popcorn, che uscirà nel 1991: è in questo periodo che il gruppo prenderà il nome di Clan Destino. Nel 1993 i Clan Destino tornano in studio col Liga per incidere un nuovo album Sopravvissuti e sopravviventi, con Gianfranco Fornaciari che prende il posto di Marani alle tastiere. Sempre nel 1993 insieme a Ligabue i Clan Destino aprono i concerti degli U2 a Napoli e Torino, e partecipano alle incisioni del quarto album del Liga (A che ora è la fine del mondo?, uscito nel 1994)
Ma tra Ligabue, i Clan Destino ed Angelo Carrara, il loro manager, crescono lo stress e la tensione, che porteranno alla rottura tra il cantautore ed il gruppo, avvenuta nel 1994.
La carriera di Ligabue l'anno successivo avrà una svolta decisiva con l'album Buon compleanno Elvis, che lo porterà a diventare uno dei più popolari cantanti italiani.

### Carriera solista e scioglimento
I Clan Destino intraprendono a loro volta la carriera solista, con Gianfranco Fornaciari alla voce e alle tastiere. Nel 1994 pubblicano il loro primo album solista, molto rock, dal titolo Clan Destino, a cui segue nel 1995 Cuore-Stomaco-Cervello, con Fabrizio Palermo che sostituisce Luciano Ghezzi nel ruolo di bassista.
Nel 1996 la band decide di sciogliersi, ed i vari componenti intraprendono strade diverse: Max Cottafavi diventa uno dei più apprezzati chitarristi rock italiani suonando tra gli altri con Franco Battiato, Francesco Renga, Francesco Baccini, Freak Antoni, Irene Grandi e Notte delle Chitarre, Gigi Cavalli Cocchi entra e resta per sei anni nei C.S.I. e fonda il gruppo di new prog Mangala Vallis, incide e suona dal vivo con Massimo Zamboni (ex CCCp e C.S.I.) collabora con musicisti inglesi come David Jackson e Judge Smith (Van Der Graaf Generator), fonda con Marco Mattia Cilloni e Giorgio Riccardo Galassi la folk rock band: Lassociazione; Luciano Ghezzi collabora con molte band, mentre Giò Marani diventa un apprezzato turnista di studio. Fornaciari infine collabora con The Gang e Marlene Kunz.

### La reunion e il ritorno sul palco con Ligabue
Dal 2001 i Clan Destino suonano di nuovo con Ligabue in occasione dei raduni del fan club del rocker.
Nel 2004 avviene la riunione della band nella formazione originale: Max Cottafavi, Gigi Cavalli Cocchi, Luciano Ghezzi, Giovanni Marani e, alla voce, Lorenzo Campani. Il gruppo suona le canzoni dei suoi due dischi solisti più le canzoni più belle e famose dei primi tre dischi del Liga, con cui suonano il 10 settembre 2005 al Campovolo di Reggio Emilia, sul cosiddetto Palco Vintage.
Nel 2006 sono coinvolti da Ligabue nel Nome e cognome tour 2006, suonando nella prima parte di esso nei club e nella terza parte insieme a "La Banda" negli stadi.
Il 6 gennaio 2010 è uscito, in occasione del raduno del fans club di Ligabue, dove il gruppo ha suonato, un nuovo singolo dei Clan Destino nella formazione originale degli anni novanta (Gigi Cavalli Cocchi, Max Cottafavi, Gianfranco Fornaciari, Luciano Ghezzi, Giovanni Marani). Il brano, dal titolo Il giorno che verrà, è stato prodotto con la collaborazione di Luciano Ligabue e pubblicato su EP omonimo con altri inediti degli anni di attività solista della band.
Con questa stessa formazione nel 2011 i Clan Destino accompagnano sul palco Ligabue per una parte di  Campovolo 2.0, il secondo concerto tenuto dal cantante emiliano all'aeroporto di Reggio Emilia. Da questo concerto viene estratto un film in 3D e l'album live Campovolo 2.011, in cui i Clan Destino tornano anche a incidere un brano di Ligabue in studio dopo 17 anni dalla produzione di A che ora è la fine del mondo?: si tratta di M'abituerò, inedito eseguito dal gruppo anche durante il concerto. I Clan Destino partecipano inoltre alle riprese del video prodotto in occasione della pubblicazione del singolo.
Il 19 settembre 2015, i Clan Destino tornano con Ligabue per il terzo Campovolo dove suonano l'intero album di debutto Ligabue davanti a 150.000 persone, in occasione dei 25 anni di carriera  e dall'uscita di quello che fu il primo album del cantante emiliano.

### Dalla morte di Ghezzi all'album "L'essenza"
Il 2 ottobre 2020 il gruppo perde uno dei suoi tre fondatori, con l'improvvisa scomparsa di Luciano Ghezzi. I Clan Destino poco tempo dopo decidono di tornare in studio per incidere un pezzo in sua memoria, ma le sessioni porteranno il gruppo (con il nuovo bassista Mirco Consolini) a registrare un intero album, denominato L'Essenza, pubblicato il 27 maggio 2022, anticipato nel mese di marzo dal primo singolo di tale album, dal titolo Manifesto. L'album viene registrato nello Zoo Studio di Luciano Ligabue che lo mette a disposizione del gruppo, e vede al mixer Lenny suo figlio, ottimo fonico e musicista. Lo stesso Ligabue è presente nel brano Grazie per i Giorni, dedicato a Luciano Ghezzi. Fin dalla fase di composizione dei brani de L'Essenza entra nella band Mirco Consolini, da sempre amico dei membri dei Clan Destino oltre che cofondatore con Gigi Cavalli Cocchi della band di new prog Mangala Vallis. Mirco, eccellente chitarrista e bassista ha iniziato negli anni '80 nel gruppo di Andrea Mingardi per poi continuare nel progetto Artbogart con Gianfranco Fornaciari ed Andrea Fornili(Stadio) prodotto da Miguel Bosè.

## Club Destino
Pur mantenendo il nome Clan Destino in occasione dei concerti con Ligabue, il gruppo sotto il nome di Club Destino pubblica un cofanetto cd+dvd live uscito nel 2007 dal titolo Registrazioni Clandestine: in questa formazione Max Cottafavi è sostituito da un altro dei chitarristi di cui si avvale Ligabue, Niccolò Bossini.

## Discografia solista

### Clan Destino
- 1994 - Clan Destino
- 1995 - Cuore-Stomaco-Cervello
- 2010 - Il giorno che verrà
- 2022 - L'essenza

### Club Destino
- Registrazioni Clandestine (Cd+Dvd Live) - 2007

## Discografia con Ligabue
- 1990 – Ligabue
- 1991 – Lambrusco coltelli rose & popcorn
- 1993 – Sopravvissuti e sopravviventi
- 1994 – A che ora è la fine del mondo? - I Clan Destino suonano in tutte le tracce tranne A che ora è la fine del mondo?, dove suona solo Fornaciari, e L'han detto anche gli Stones, suonata dai Negrita.
- 2007 - Primo tempo - Best of dei primi 5 anni di carriera di Ligabue, comprendente vari brani eseguiti con i Clan Destino. In un DVD sono presenti anche i videoclip incisi all'epoca.
- 2011 - Campovolo 2.011 (3 CD) (con 3 inediti) - I Clan Destino suonano in uno dei brani inediti incisi in studio (M'abituerò) ed in 6 brani tra il primo ed il secondo CD.

## Formazione

### Formazione attuale
- Max Cottafavi alle chitarre (dal 1990)
- Gigi Cavalli Cocchi alla batteria (dal 1990)
- Gianfranco Fornaciari alla voce e alle tastiere (dal 1992 al 1996, dal 2006 ad oggi)
- Giovanni Marani alle tastiere (dal 1990 al 1992, dal 2004 ad oggi)
- Mirco Consolini al basso (dal 2021)
- Francesco Ottani voce e chitarra (dal 2024)

### Altri componenti
- Niccolò Bossini alle chitarre (dal 2006 al 2008 nei Club Destino)
- Lorenzo Campani alla voce (dal 2004 al 2008 nei Club Destino)
- Luciano Ghezzi al basso elettrico ed acustico (dal 1990 al 1994, dal 2004 alla morte nel 2020)
- Fabrizio Palermo al basso (dal 1995 al 1996)